# Reinhard Göber
Reinhard Göber (* 1959 in Ost-Berlin) ist ein deutscher Theater-Regisseur.

## Leben und Ausbildung
Reinhard Göber arbeitete nach dem Abitur 1978 an der Gerhart-Hauptmann-Oberschule in Berlin-Friedrichshagen als Lager und Transportarbeiter. Er absolvierte einen achtzehnmonatigen Grundwehrdienst bei der NVA. Zunächst wurde er als Regieassistent am Schauspiel der Städtischen Bühnen Erfurt tätig. Von 1982 bis 1987 studierte er Theaterwissenschaften an der Humboldt-Universität Berlin (Diplom) und hatte einen Sonderstudienplan an der Hochschule für Schauspielkunst Ernst Busch Berlin. 1988 verließ er die DDR und zog nach München.
Reinhard Göber lebt heute wieder in Berlin. Er hat mit seiner ehemaligen Lebensgefährtin Bettina Thierig zwei Kinder. Mit seiner Ehefrau Sabine Michel hat er vier Kinder.

## Regie-Karriere
Göber war zunächst künstlerischer Leiter des Studententheaters „Mansarde“ in Ost-Berlin. Direkt nach dem Studium wurde er Schauspielleiter am Landestheater Parchim.
Seither schuf er über 75 Inszenierungen u. a. an den Stadt- und Staatstheatern von Bonn, Hannover, Kassel, Mainz, Oberhausen, Essen, Dortmund, Linz, Parchim, Schaan (Liechtenstein), Gera-Altenburg, Bielefeld, Lübeck, Meiningen, Dessau, Schleswig, Flensburg, Cottbus, Luzern (Schweiz), Saarbrücken, Innsbruck (Österreich), Konstanz und Greifswald.
Von 2000 bis 2002 war er Oberspielleiter am Schauspiel am Theater der Hansestadt Lübeck und von 2016 bis 2021 Oberspielleiter Schauspiel am Theater Vorpommern in Greifswald.

## Dozent
Seit 2005 erhielt Reinhard Göber Lehraufträge an der TU Berlin, der Kunsthochschule Berlin-Weissensee, der Hochschule für Musik und Theater Rostock und an den Universitäten von Saarbrücken, Kassel, Paderborn, Flensburg, Innsbruck und Wien.

## Festival
Seit 2006 ist Reinhard Göber künstlerischer Leiter der „Großen Kiesau Literaturnacht“, die jährlich in Lübeck stattfindet.
Von 2011 bis 2017 hatte die er künstlerische Leitung gemeinsam mit Julia Rosa Stöckl des „DIVA-Internationales Monodrama-Festivals“ in Tux (Österreich).

## Theaterinszenierungen
- Theater Vorpommern
  - 2021		„Wer hat Angst vor Virginia Woolf?“ von Edward Albee
  - 2020 		„Nora oder Ein Puppenheim“ von Henrik Ibsen
  - 2020		„Das Vorsprechen“ von Reinhard Göber (UA); „Woyzeck“ von Georg Büchner
  - 2019		„Hamlet“ von Shakespeare; „Weißer Raum“ von Lars Werner
  - 2018		„Kunst“ von Yasmina Reza; „Der Kirschgarten“ von Anton Pawlowitsch Tschechow; „Die Gerechten“ von Camus (Spektakel-Projekt); „Die Mitschuldigen“ von Goethe
  - 2017		„Leonce und Lena“ von Georg Büchner; „Ein Volksfeind“ von Henrik Ibsen
  - 2016		„Faust. Ein Fragment“ Faust. Eine Tragödie.#Entstehungsgeschichte von Goethe
  - 2015		„Hedda Gabler“ von Henrik Ibsen

- 2016		„Baumeister Solness“ von Henrik Ibsen am Schleswig-Holsteinisches Landestheater und Sinfonieorchester
- 2015		„Viel Lärm um Nichts“ von Shakespeare am Schleswig-Holsteinisches Landestheater und Sinfonieorchester
- 2014		„Die Gerechten“ von Albert Camus am Schleswig-Holsteinisches Landestheater und Sinfonieorchester
- 2013		„Aufstieg und Fall der Stadt Mahagonny“ von Brecht / Kurt Weill am Schleswig-Holsteinisches Landestheater und Sinfonieorchester; „Leaving Ziller Valley Reloaded“ von Göber/Julia Rosa Peer (UA); „Stella“ von Goethe am Schleswig-Holsteinisches Landestheater und Sinfonieorchester
- 2012       „Der eingebildete Kranke“ von Moliere am Staatstheater Cottbus; „Der Besuch der alten Dame“ von Dürrenmatt am Anhaltisches Theater; „Gertrud“ von Hjalmar Söderberg am Schleswig-Holsteinisches Landestheater und Sinfonieorchester
- 2011		„Leaving Ziller Valley “ von Göber/Julia Rosa Peer (UA) DIVA – 1. Internationales Monodramafestival Österreich. Tux (Tirol)
- 2010 “Urfaust” von Goethe am Landestheater Innsbruck;  „Endstation Sehnsucht“ von Tennessee Williams am Schleswig-Holsteinisches Landestheater und Sinfonieorchester; „Stella“ von Goethe am Theater Akzent in Wien
- 2009		„Leonce und Lena“ von Georg Büchner an der Hochschule für Musik und Theater Rostock
- 2008		„Die schmutzigen Hände“ von Sartre am Staatstheater Saarbrücken
- 2007		„Mirandolina“ von Carlo Goldoni am Theater Altenburg Gera
- 2006		„Der Kaufmann von Venedig“ von Shakespeare am Theater Konstanz
- 2005		„Die Mama und die Hure“ von Jean Eustache(Theaterfassung von Reinhard Göber nach dem gleichnamigen Film von Jean Eustache) am Theater Konstanz; „Komödie im Dunkeln“ von Peter Shaffer am Meininger Theater
- 2004		„Die Eingeschlossenen von Altona“ von Sartre; 	„Effi Briest“ (Theaterfassung von Reinhard Göber) nach dem gleichnamigen Roman von Theodor Fontane am Theater Konstanz
- 2003   	„John Gabriel Borkman“ von Henrik Ibsen am Theater Lübeck
- 2002       „Ein Sommernachtstraum“ von Shakespeare am Theater Lübeck; „Stella“ von Goethe am Theater Konstanz
- 2001       „Marius und Jeanette“ von Robert Guédiguian und Milesi (Uraufführung) Theaterfassung nach dem französischen Film von Robert Guédiguian Deutsche Übersetzung und Theaterfassung von Bettina Thierig und Reinhard Göber am Theater Lübeck; „Was ihr wollt“ von Shakespeare am Luzerner Theater; „Dantons Tod“ von Georg Büchner am Theater Lübeck
- 2000      „Amphitryon“ von Heinrich von Kleist am Theater Lübeck; „Baal“ von Brecht am Theater Lübeck
- 1999		„Woyzeck“ von Georg Büchner an Städtische Bühnen Bielefeld
- 1998       „Ein Volksfeind“ von Henrik Ibsen am Staatstheater Mainz
- 1997       „Der Diener zweier Herren“ von Carlo Goldoni am Staatstheater Hannover; „Antigone“ von Sophokles am Staatstheater Kassel
- 1996	    „Jesabels Rache“ von Harald Kuhlmann (UA) am Staatstheater Hannover
- 1995       „Die Touristen“ von E.Müller (UA) am Staatstheater Saarbrücken; Die Trilogie der Irrungen mit den Inszenierungen: „Die Mitschuldigen“ von Goethe, „Nora oder Ein Puppenheim“ von Henrik Ibsen und  „Velvet Liechtenstein. Ein Ensembleprojekt“ (UA) aufgeführt am „Theater am Kirchplatz“ Schaan-Fürstentum Liechtenstein; „Macbeth“ von Shakespeare/Heiner Müller am Theater Konstanz
- 1994		„Die Minderleister“ von Peter Turrini am Theater Oberhausen; „Leonce und Lena“ von Georg Büchner am Theater Oberhausen; „Wer hat Angst vor Virginia Woolf?“ von Edward Albee am Theater Oberhausen; „Der Totentanz“ von August Strindberg am Theater Dortmund
- 1992       „Glaube Liebe Hoffnung“ von Ödön von Horváth Koproduktion Schauspiel Essen – Theater Oberhausen
- 1991       „Rollstuhl-Willi“ von Alan Brown am Theater Oberhausen
- 1990		„Liebe Jelena Sergejewna“ von  Ljudmila Rasumowskaja am Landestheater Linz
- 1988	    „Kabale und Liebe“ von Friedrich Schiller am Landestheater Parchim: „Die Wirtin“ von Peter Turrini nach Goldoni am Landestheater Parchim

## Auszeichnungen
| 1995 | Oberhausener Theaterpreis | 2018 | Regiepreis für „Leaving Ziller Valley“ von Göber/Stöckl beim „Colombo International Theatre Festival“ |

| Personendaten    | Personendaten               |
| ---------------- | --------------------------- |
| NAME             | Göber, Reinhard             |
| KURZBESCHREIBUNG | deutscher Theater-Regisseur |
| GEBURTSDATUM     | 1959                        |
| GEBURTSORT       | Berlin                      |